# Mostafa Mansour
Mostafa Mansour, född 4 februari 2003, är en egyptisk taekwondoutövare. 

## Karriär
I juli 2022 tog Mansour brons i 58 kg-klassen vid afrikanska mästerskapen i Kigali. I november 2022 tävlade Mansour i 58 kg-klassen vid VM i Guadalajara, där han blev utslagen i åttondelsfinalen av italienske Vito Dell'Aquila.
I maj 2023 tävlade Mansour i 58 kg-klassen vid VM i Baku, där han blev utslagen i sextondelsfinalen av pakistanske Haroon Khan.